# Riskholmen
Riskholmen är en ö nära Innamo i Nagu,  Finland. Den ligger i Skärgårdshavet i Pargas stad i den ekonomiska regionen  Åboland i landskapet Egentliga Finland, i den sydvästra delen av landet. Ön ligger omkring 3 kilometer sydost om Innamo, 8 kilometer nordväst om Nagu kyrka, 36 kilometer sydväst om Åbo och omkring 170 kilometer väster om Helsingfors. Närmaste allmänna förbindelse är förbindelsebryggan vid Innamo som trafikeras av M/S Falkö.
Öns area är 4 hektar och dess största längd är 310 meter i sydväst-nordöstlig riktning. I omgivningarna runt Riskholmen växer i huvudsak barrskog. Runt Riskholmen är det glesbefolkat, med 8 invånare per kvadratkilometer. Närmaste större samhälle är Rimito, 18,2 km nordost om Riskholmen.